# توني شوماخر (راكب الكنو)
توني شوماخر (بالإنجليزية: Tony Schumacher)‏ هو راكب الكنو أسترالي، ولد في 19 نوفمبر 1976.

## وصلات خارجية
- توني شوماخر على موقع أوليمبيديا (الإنجليزية)
- توني شوماخر على موقع اللجنة الأولمبية الأسترالية (الإنجليزية)